# اس‌اس لارنتیک (۱۹۰۸)
اس‌اس لارنتیک (۱۹۰۸) (به انگلیسی: SS Laurentic (1908)) یک کشتی بود که طول آن ۵۶۵ فوت (۱۷۲ متر) بود. این کشتی در سال ۱۹۰۸ ساخته شد.